# Diamante Princie
El Princie es un diamante rosa intenso de talla cojín. Con un peso de 34,65 quilates (6,9 g), fue descubierto hacia el año 1700 en las minas de Golconda, en la India. La casa Christie's (que lo subastó el 16 de abril de 2013, cuando alcanzó un precio de 39,3 millones de dólares), afirma que se cree que el diamante Princie es el cuarto diamante rosa más grande del mundo, después del Darya-ye Noor (de entre 175 y 195 quilates), del Noor-ul-Ain (de unos 60 quilates), ambos pertenecientes a las Joyas de la Corona Iraní -y que según los expertos, se tallaron a partir de un único diamante rosa de unos 242 quilates-, y del Estrella Rosa (anteriormente conocido como Steinmetz Rosa), una gema de 59,60 quilates.

## Propiedades físicas
El Instituto Gemológico Estadounidense (GIA) clasificó el diamante Princie como rosa intenso fantasía, color natural, claridad VS2 y Tipo IIa. Actualmente, el Princie es el diamante rosa intenso fantasía originario de Golconda más grande jamás clasificado por el GIA. También posee la propiedad de exhibir una brillante fluorescencia de color rojo anaranjado al exponerse a la luz ultravioleta. Según el GIA, esta reacción a la luz ultravioleta es típica de los diamantes de origen indio. De los más de 7 millones de diamantes que han pasado por el laboratorio del GIA, solo 40 presentaron este fenómeno, y el Princie es el diamante rosa más grande que lo posee.

## Historia
El diamante fue descubierto hacia el año 1700 en las minas de Golconda. Mucho antes de que se le conociera como Princie o por cualquier otro nombre, perteneció a la familia real (los nizams) de Hyderabad, sus primeros propietarios conocidos. El entonces nizam de Hyderabad lo subastó en 1960 en Sotheby's. Fue adquirido por la sucursal londinense de la joyería Van Cleef & Arpels por 46.000 libras esterlinas. Posteriormente, fue enviado a su tienda de París, donde Pierre Arpels lo bautizó como "Princie" en honor al hijo de catorce años de Sita Devi, maharaní de Baroda, Sayajirao Gaekwad (1945-1985).

## Subasta de 2013
Fue subastado por Christie's en Nueva York el 16 de abril de 2013,, por un precio récord. Se esperaba que se vendiera por más de 45 millones de dólares. En el evento, solo alcanzó los 39,3 millones de dólares, lo que sigue siendo un precio récord. Estableció los récords como el diamante más valioso de las minas de Golconda jamás vendido en una subasta y por el precio más alto para cualquier joya vendida en Christie's, superando el récord anterior de la casa de 24,4 millones de dólares, establecido en diciembre de 2008 con la venta del diamante Wittelsbach. Fue adquirido por un coleccionista anónimo que pujó por teléfono.